# Лёгкое метро Шарлеруа
Лёгкое метро Шарлеруа (фр. Métro léger de Charleroi) — транспортная система типа «легкорельсовый транспорт», охватывающая бельгийский город Шарлеруа и его пригороды: Жийи (пригород до 1977 года, ныне — городской район Шарлеруа) и Андерлю. Длина сети 25,6 км. Имеет как скоростные, частично подземные, участки, так и уличные участки на совмещённом полотне. В системе используется подвижной состав трамвайного типа.

## История

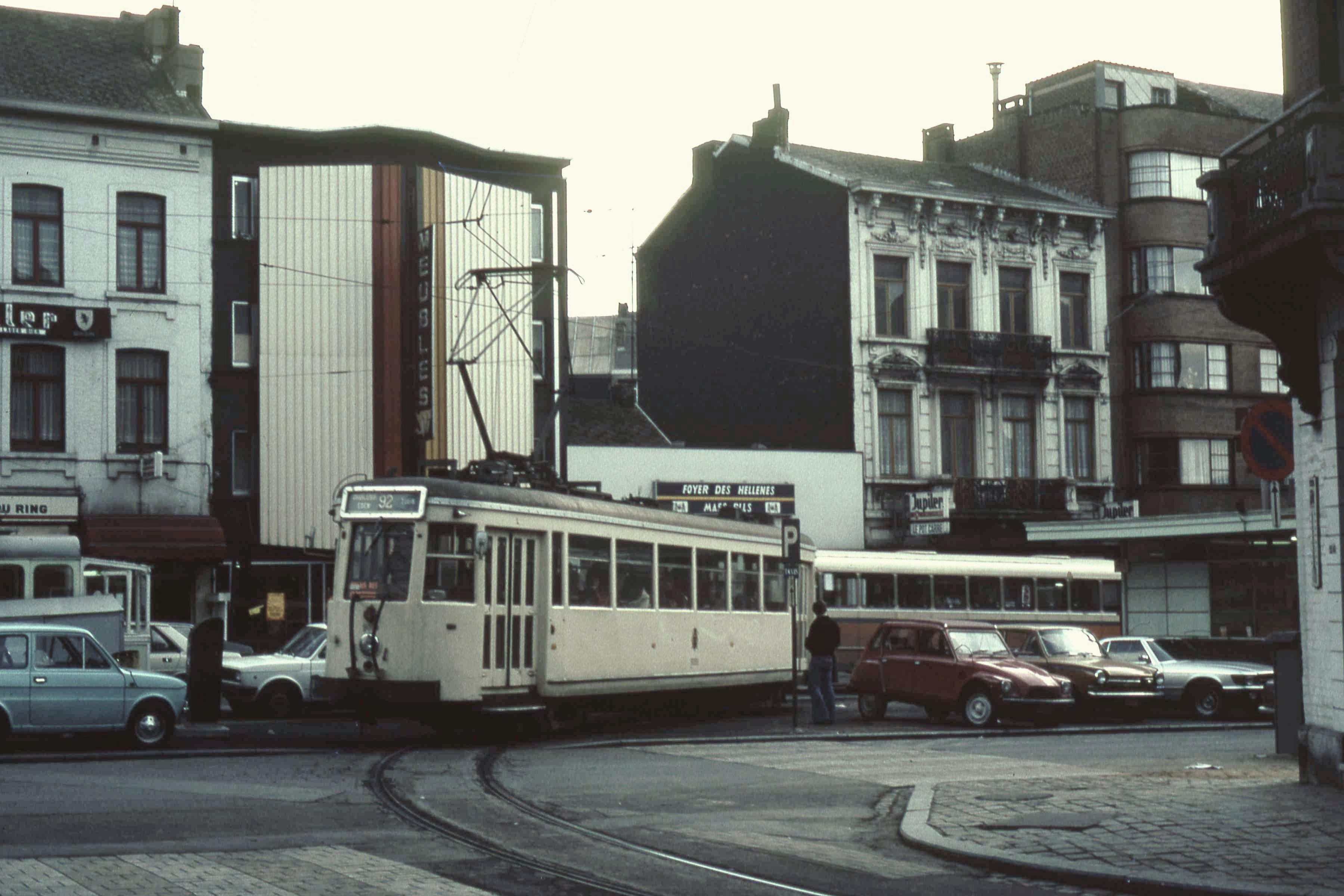
Трамвай ныне закрытой пригородной линии Шарлеруа — Андерлю — Туэ в Шарлеруа, 1979 год. Часть этой линии (участок до Андерлю) был без изменений присоединён к сети лёгкого метро.

### Трамвай в Шарлеруа
Предшественником лёгкого метро была городская трамвайная сеть. Первая линия конки открылась в Шарлеруа в 1882 году. 3 июня 1887 года в городе начала действовать первая линия парового трамвая, а 28 марта 1901 — электрического.
После Второй Мировой войны трамвайные линии в Шарлеруа (как и в других городах Бельгии) стали постепенно закрывать и заменять автобусами. Последним днём работы трамвая в Шарлеруа стало 30 июня 1974 года.
Также существовали пригородные линии, постепенно закрытые в 1970–1990 годах.

### От трамвая к лёгкому метро
С начала 1960-х передвижение в Бельгии становилось всё более проблемным. Дороги стали загромождены машинами, автобусами и трамваями.
Было необходимо построить сеть транспорта для обслуживания транспортных потоков города и пригорода вне уличного движения (используя тоннели и виадуки). Был создан проект, конец работ предусматривался в 1992 году. Сеть должна была состоять из 69 станций и иметь длину в 52 километра.
21 июня 1976 года был торжественно открыт первый эстакадный участок между станциями Vilette и Sud. 30 июня 1980 года открылась эстакадная станция Piges и первая подземная станция Ouest. В августе 1992 были открыты ветки в Dampremy и в Gilly.

## Описание сети

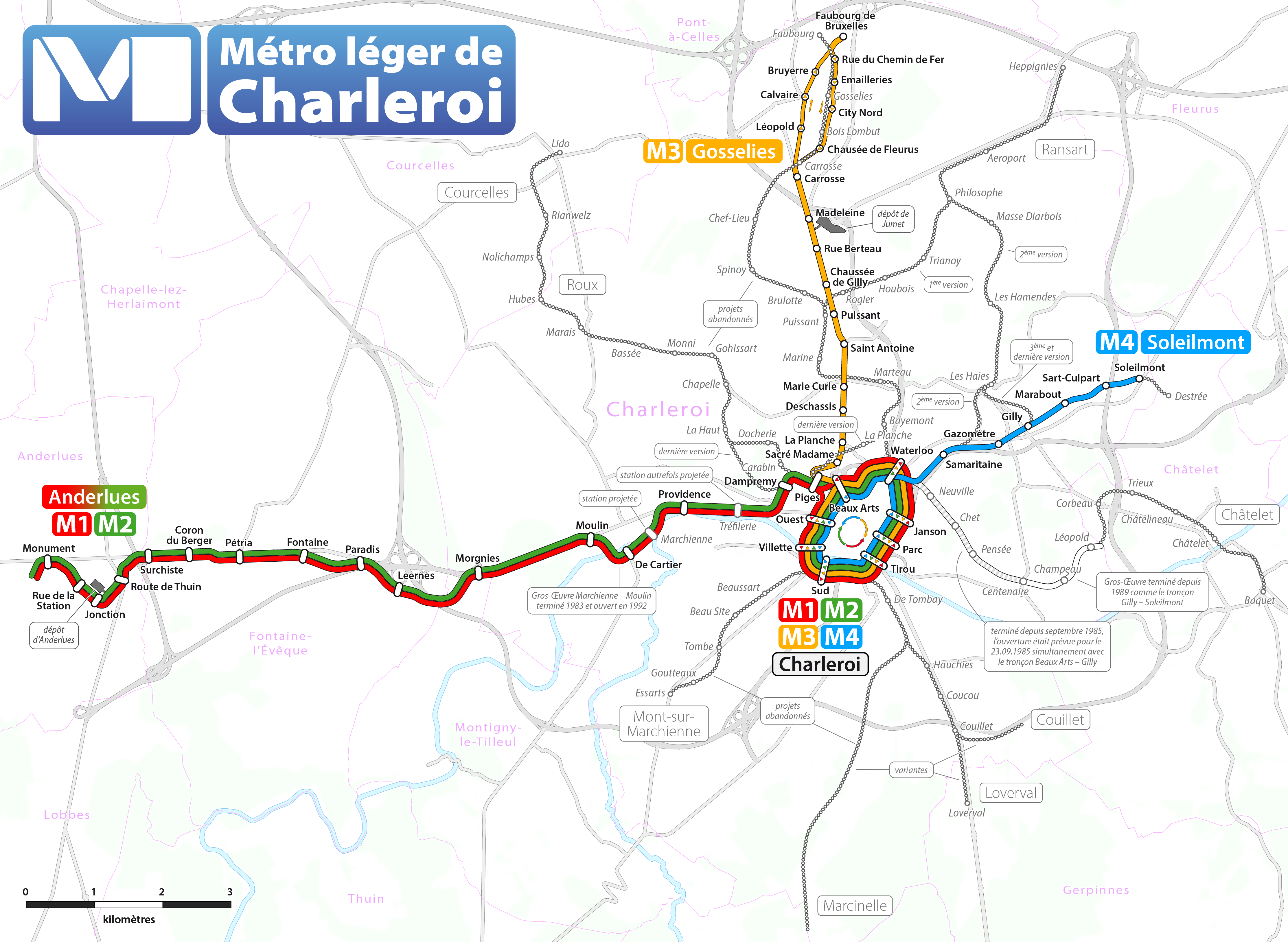
Чёрный — действующие линии, красный — завершение кольцевой линии (строится в виде уличной линии), оранжевый — служебная линия в Госселье (реконструируется под пассажирское движение), салатовый — линия в Жилли (достраивается). Заброшенные недостроенные линии на схеме не указаны

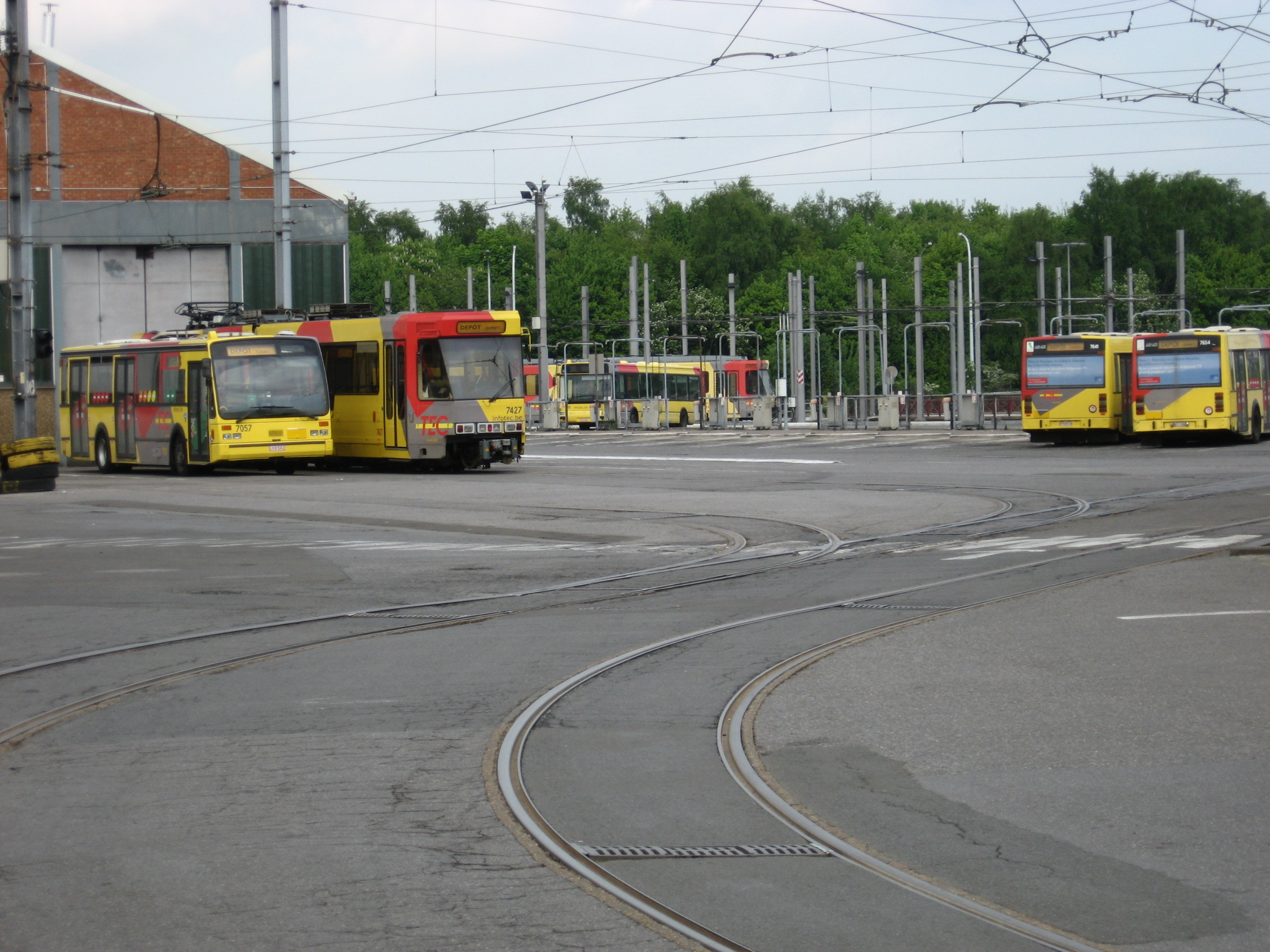
Трамвайно-автобусное депо Жюме

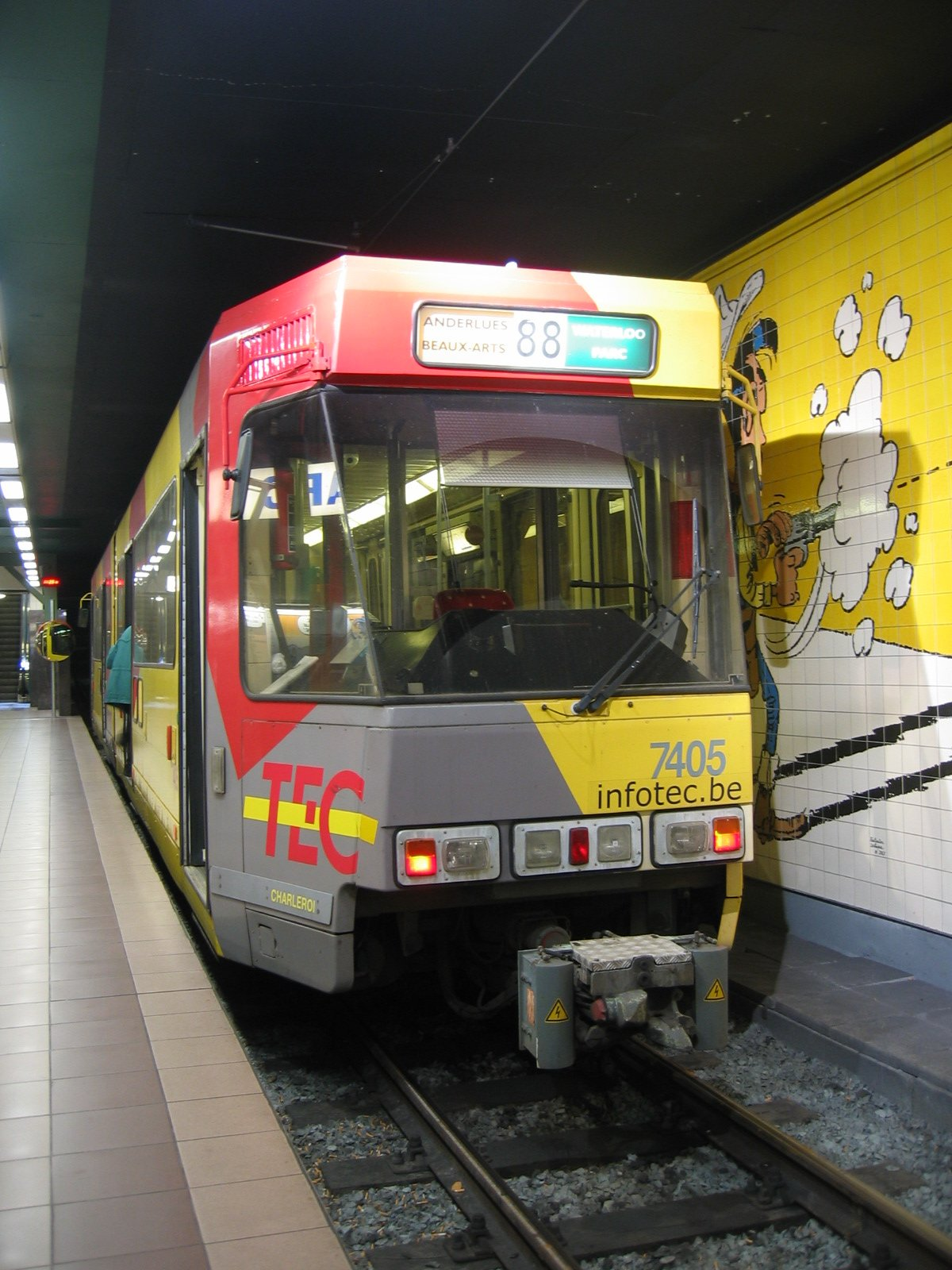
Трамвай на станции Парк

### Линии и маршруты

#### Действующие линии
- Кольцевая линия

Длина: 4,3 км, 7 станций.
Планировалось строительство кольцевой линии в центре с 8 станциями, но только 3/4 было построено. Работы по замыканию кольца временно замерли. Замкнули 27 февраля 2012 года. 
- Жийи

Длина: 4 км, 3 станции.
- Фонтен-л’Эвек — Андерлю (монумент) (Fontaine-l'Évêque-Anderluses (Monument))

Длина: 9,2 км, 10 станций.

#### Метро-призрак
Существуют участки, строительство которых было законсервировано. Но в планах возобновить строительство в прежнем направлении от станции Жийи.
- Линия в Шатле (Châtelet)

Длина: 6,8 км, 8 станций.
- Линия в Мон-сюр-Маршьен (Mont-Sur-Marchienne)

Проектировалось 5 станций.
- Линия в Куйе (Couillet)

Планировалось 5 станций.

#### Маршруты
На сети эксплуатируется четыре маршрута:
- Линия 54 : от Gilly через Waterloo до Beaux-Arts
- Линия 55 : от Gilly через Waterloo до Parc
- Линия 88 : от Parc через Waterloo до Beaux-Arts
- Линия 89 : от Sud до Beaux-Arts

Позднее номера переименовали - М1, М2, М3, М4,  из них М2, М3 ходит по кольцу по часовой стрелке,  а М1, М4 по кольцу против часовой стрелки.

### Депо
Система имеет два депо, Жюме (Jumet основное депо) и, Андерлю (Anderlues). Оба депо одновременно являются мастерскими по техническому обслуживанию и ремонту подвижного состава.

### Метро к 2012 году
В 2008 году городу дали кредит 75 миллионов евро на продолжение строительства метро. Новый проект предусматривает завершение кольцевой линии, продолжить линию от Жийи (Gilly) и продолжить линию от Пиж (Piges) в сторону Брюсселя.

## Подвижной состав

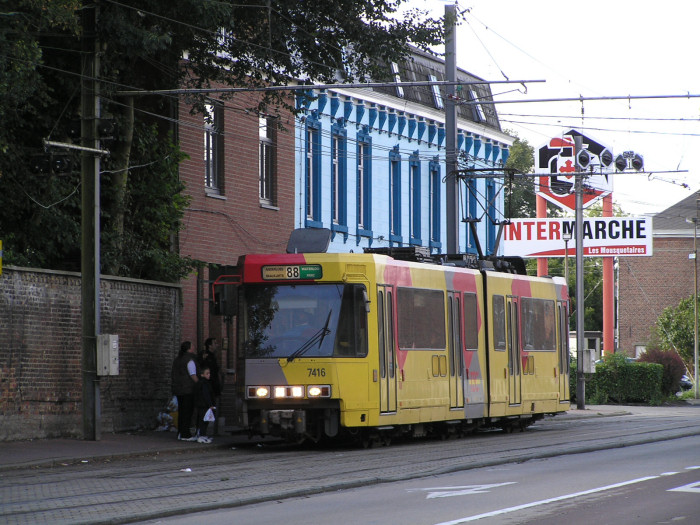
Трамвай производства BN на конечной остановке в Андерлю

В качестве линейных на системе используются исключительно сочленённые двухсекционные трамваи, построенные бельгийской фирмой BN в 1980-х годах. Трамваи для Шарлеруа строились одновременно с практически идентичными трамваями для Береговой линии (50 трамваев для Побережья, 55 для Шарлеруа).
В качестве служебных используется некоторое количество трамваев более старых серий.

## Время работы
Лёгкое метро Шарлеруа работает с 5 до 20 часов. На линиях 54 и 55 интервал поездов в будние дни 5 минут, в выходные 10 минут. На линиях 88 и 89 интервал в будние дни 15, в выходные — 30 минут.
Поздно вечером по пути следования линий метро работают автобусы.
Переход с одной линии на другую при наличии билета бесплатен.